# بيل براندت (مصور)
بيل براندت (بالألمانية: Bill Brandt)‏ (و. 1904 – 1983 م) هو مصور، ومصور حربي ‏، ومصور أخبار، وصحفي من ألمانيا، والمملكة المتحدة، والمملكة المتحدة لبريطانيا العظمى وأيرلندا، ولد في هامبورغ، شارك في معرض الصور الأوروبية لما بعد الحرب العالمية الثانية ‏، توفي في لندن، عن عمر يناهز 79 عاماً.